# Тајса Мисирска
Блажена Тајса је хришћанска светитељка. Пореклом је била из Мисира. Била је богата девојка, али хришћанка. Решила је да не ступа у брак, а имање је раздавала пустињским монасима. Када је све имање потрошила, она се предала развратном животу. Чувши за ово, пустињаци су умолили авву Јована Колова, те овај дође у Александрију и почне плакати пред Тајсом. Када је она чула да старац плаче због грехова њених, покајала се, оставила и кућу и све, и пошла у пустињу за светитељем. У хришћанској традицији се помиње да је једном ноћу, када је она спавала а Јован на молитви стајао, видео је Јован где су анђели са великом светлошћу сишли и узели душу Тајсину. И сазнао је Јован да је њено тренутно, али искрено, покајање било Богу угодније од дугогодишњег спољашњег покајања многих пустињака.
Српска православна црква слави га 10. маја по црквеном, а 23. маја по грегоријанском календару.